# 大阪管工機材商業協同組合
大阪管工機材商業協同組合（おおさかかんこうきざいしょうぎょうきょうどうくみあい）は、大阪において、バルブ・水栓器具・継手類・化成品・ポンプなど管工機材の販売を営む事業者によって組織された事業協同組合である。略称はPST Osaka（The Osaka Plumbing,Sanitary Trade Association の略）。

## 概要
中小企業協同組合法に基づき「相互扶助の精神に基き協同して事業を行う組織」としての性格と「管工機材の業界団体」としての性格を併せ持つ協同組合で、出資金は9,660,000円。その事業内容は多岐にわたり、金融事業、情報収集提供事業、人材育成事業、各種保険代行事業、福利厚生事業、展示会事業、その他の事業である。

## 沿革
- 1935 昭和10年 8月 大阪機械商組合にバルブ継手ポンプ部会発足
- 1938 昭和13年 9月 大阪バルブコック卸商業組合誕生
- 1943 昭和18年 8月 戦争が激化、余儀なく解散
- 1945 昭和20年11月 西日本バルブコック商業組合結成
- 1947 昭和22年 4月 大阪バルブコック商業協同組合と改称
- 1963 昭和38年 1月 東京、愛知組合と共に、全国バルブ継手鉄管ポンプ商業連合会を結成する
- 1963 昭和38年12月 大阪管工機材商業協同組合と改称する
- 1978 昭和53年10月 第1回大阪管工機材展を開催。（大阪OMMビル）
- 2009 平成21年 9月 第14回管工機材・設備総合展を開催。（インテックス大阪2号館）
- 2015 平成27年 9月 第17回管工機材・設備総合展ＯＳＡＫＡ2015を開催。1万4622人の来場者。（インテックス大阪）

## 所在地
- 〒550-0012 大阪市西区立売堀4丁目5番1号

## 組織
- 理事長など役員29名（2012年から理事長に就任した恩智秀直氏は第16代め）
- 総務広報委員会、福利厚生委員会（ゴルフコンペ、ボウリング大会等）、金融保険委員会、事業教育委員会 、そして専門部会（鋼管・継手部会、バルブ部会 、化成品部会 、水栓・衛陶部会 、ポンプ部会 ）や特別委員会がある。
- 組合員は111名（なお賛助会員ならびに特別会員は129名）

## 関連団体
- 全国管工機材商業連合会（管機連）